# Hellberg-Duo
Das Hellberg-Duo war ein deutsches Gesangsduo der volkstümlichen Musik. Es bestand aus dem Ehepaar Anne und Kurt Eugen Leibersberger.

## Geschichte
Die in Weingarten geborene Anna Leibersberger (* 10. August 1922; † 4. September 2006) und Kurt Eugen Leibersberger (* 11. Februar 1922; † 29. Dezember 2015 in Bonn) lernten sich bereits als Kinder kennen. Sie besuchten dieselbe Schule, und über die Musik lernten sich beide näher kennen, als Kurt mit seiner Akkordeongruppe bei einer Sportveranstaltung auftrat, in welcher Anne eine Gruppe leitete. Im Jahr 1948 heirateten beide und danach bekamen sie zwei Töchter, Beatrice („Bärbel“) (* 1950) und Dagmar (* 1954). Im regionalen Kreis traten beide zusammen als Duo auf. Beruflich war sie als Telefonistin, er als Elektroingenieur tätig.
Ende der 1950er-Jahre wurden sie in die Fernsehsendung Wer will, der kann mit Peter Frankenfeld eingeladen. Dort sangen sie das Lied Der Toni hat gesagt, ich bin schön, mit dem sie einem größeren Publikum bekannt wurden. Es folgte 1960 die erste Schallplatte Hohe Tannen, mit dem sie einen Riesenhit hatten. Ihr Erfolg machte das bis dahin noch verpönte deutsche Volkslied wieder populär und ebnete unter anderem fünf Jahre später dem Sänger Heino eine außerordentliche Karriere.
Der Erfolg mit Hohe Tannen brachte dem Duo viele Verpflichtungen mit sich, sodass es ins Profilager wechselte. Sie nahmen viele Volkslieder und auch neue volkstümliche Lieder auf und waren in zahlreichen Fernsehsendungen zu Gast, vor allem bei den „Lustigen Musikanten“ und dem Musikantenstadl. Im Jahr 1961 traten sie als Gesangsduo im Film Der Orgelbauer von St. Marien auf, wo sie zwei Lieder sangen.
Das Hellberg-Duo gehörte zu den erfolgreichsten Künstlern der 1960er und 1970er Jahre. Sie absolvierten über 4500 Liveauftritte und waren neben diversen Ländern in Europa auch des Öfteren zu mehrwöchigen Gastspielreisen in den USA und Kanada unterwegs. Ende der 1980er Jahre zogen sie sich weitgehend aus dem Showgeschäft zurück. Im Jahr 2002 absolvierten beide offiziell ihr letztes Konzert.

## Erfolgstitel
- 1960: Hohe Tannen
- 1960: Drei weiße Birken
- 1960: Rennsteiglied
- 1961: Du, du liegst mir im Herzen
- 1965: Schwarzwälder Kirsch und Schwarzwälder Speck
- 1965: Der Vogelbeerbaum
- 1965: Schneewalzer
- 1966: Gold und Silber (Ein Herz, das dich liebt)
- 1966: Riesengebirglers Heimatlied (Blaue Berge, grüne Täler)
- 1966: Junges Herz und graue Haare
- 1966: Lang, lang ist’s her
- 1969: Der kreuzfidele Kupferschmied
- 1971: Kuckuckswalzer
- 1972: Ambosspolka (Tief im Wald steht eine Schmiede)
- 1972: Es war im Böhmerwald
- 1972: Herz-Schmerz-Polka
- 1972: Morgen geht die Sonne auf
- 1972: Blasmusik aus Schwabenland
- 1974: Wir sind zwei fröhliche Sänger
- 1975: Wir machen Urlaub auf einem Bauernhof

- Ich grüss dich mein Schwarzwaldtal
- Wenn’s keine Berge gäb’

## Diskografie
Alben (Auswahl)
- 1970: Sonnenblumen
- 1973: Morgen geht die Sonne auf
- 1976: Silberjubiläum
- 1979: Bei uns zu Gast
- 1980: Solang’ es Musikanten gibt
- Volkstümliche Lieder zum Feierabend
- Bei den drei Tannen
- ’s ist Feierabend – Traute Lieder – traute Weisen
- Die große Volkstümliche Hitparade des Hellberg Duos
- Frühling, Sommer, Herbst und Winter
- Heimatabend
- Wir sind zwei fröhliche Sänger
- Schöne Heimat – gold’ner Klang
- Hohe Tannen – die großen Erfolge
- Die großen Erfolge 2
- Die großen Erfolge 3